# Харасти, Миклош
Миклош Харасти (венг. Haraszti Miklós) — венгерский писатель, журналист и правозащитник.

## Биография
Его отец, будапештский часовщик, в 1939 году бежал от принудительных работ, которые ему как еврею грозили в хортистской Венгрии, в подмандатную Палестину. Мать, родом из закарпатского города Мукачево, тоже оказалась там в 1941 году. Сам Миклош Харасти родился 2 января 1945 года в Иерусалиме. В 1948 году семья вернулась в Венгрию.
C 1964 по 1967 год и с 1968 по 1970 год изучал венгерскую филологию и философию в Будапештском университете имени Лоранда Этвёша. Публиковался с 1963 года, писал стихи, песни и статьи. В 1969 году вышел сборник его переводов «Поэты, песни, революции».
В 1969—1970 годах участвовал в нелегальной леворадикальной студенческой организации (власти определяли её как маоистскую и анархистскую; Гашпар Миклош Тамаш описывает тогдашние взгляды Харасти как геваристские), за что в 1970 году был помещён под полицейский надзор. С просьбой о прекращении преследования Харасти и его единомышленника Дьёрдя Далоша к Яношу Кадару обращался философ-марксист Дьёрдь Лукач. В 1970—1971 годах работал фрезеровщиком на машиностроительном заводе Ганц-МАВАГ и Тракторном заводе «Красная звезда».
В 1976 году был одним из основателей «Движения венгерской демократической оппозиции».
С 1981 по 1989 год был редактором периодического самиздатского журнала «Беселё».
В 1989 году принимал участие в переговорах о свободных выборах. Был в числе основателей Альянса свободных демократов. Представляя его, с 1990 по 1994 год был депутатом парламента Венгрии.
в 2000-х годах периодически выступал в венгерской прессе, в том числе в исторических журналах «Historia» и «Rubicon» с материалами о кадаровской эпохе.
9 марта 2004 года назначен представителем ОБСЕ по вопросам свободы средств массовой информации, сменив на этом посту Фраймута Дуве. 8 марта 2007 года назначен на второй срок. 10 марта 2010 года срок его полномочий истёк, его преемницей стала Дуня Миятович.
В 2012 году назначен специальным докладчиком ООН по правам человека в Беларуси.
Профессор Юридической школы Колумбийского университета. Автор книг «Рабочий в государстве рабочих» и «Бархатная тюрьма», переведённых на иностранные языки.